# Борн, Би Эйч
Берт Х. «Би Эйч» Борн (англ. Bert H. "B. H." Born; 6 июня 1932, Осаватоми, Канзас, США — 3 февраля 2013, Пеория, Иллинойс, США) — американский баскетболист, игравший на студенческом и любительском уровне. Чемпион мира 1954 года в Рио-де-Жанейро. В 1952 году стал чемпионом NCAA в составе «Канзас Джейхокс».

## Ранние годы
Би Эйч Борн родился в городе Осаватоми (штат Канзас), учился в школе Медицин-Лодж из одноимённого города, в которой играл за местную баскетбольную команду. Здесь его имя носят улица и спортивный зал.

## Студенческая карьера
В 1954 году закончил Канзасский университет, где в течение трёх лет играл за команду «Канзас Джейхокс», в которой провёл успешную карьеру. При Борне «Джейхокс» три раза выигрывали регулярный чемпионат конференции Big 7 (1952—1954), а также два раза выходили в плей-офф студенческого чемпионата США (1952—1953).
В сезоне 1951/1952 годов «Канзас Джейхокc» стали чемпионами Национальной ассоциации студенческого спорта (NCAA), в котором Би Эйч Борн получал мало игрового времени, будучи резервистом Клайда Лавлетта. 22 марта они вышли в финал четырёх турнира NCAA (англ. Final Four), где сначала в полуфинальном матче, 25 марта, обыграли команду Кенни Сирса «Санта-Клара Бронкос» со счётом 74—55, в котором Борн стал пятым по результативности игроком своей команды, набрав 4 очка, а затем в финальной игре, 26 марта, обыграли команду Боба Заволака «Сент-Джонс Ред Сторм» со счётом 80—63, в которой Борн не набрал ни одного очка. В следующем сезоне «Джейхокс» повторно вышли в финал четырёх турнира NCAA, где сначала в полуфинальном матче, 17 марта, обыграли команду Боба Хубрегса «Вашингтон Хаскис» со счётом 79—53, в котором Берт стал лучшим игроком матча, набрав 25 очков, а затем в финальной игре, 18 марта, в упорной борьбе проиграли команде Дона Шлундта и Бобби Леонарда «Индиана Хузерс» со счётом 68—69, в которой Борн сделал свой первый трипл-дабл в карьере, став лучшим по результативности игроком своей команды, набрав 26 очков, а также сделав 15 подборов и 13 блок-шотов, помимо этого он был признан самым выдающимся игроком этого баскетбольного турнира.
За свою студенческую карьеру Би Эйч Борн в 73-х играх набрал 918 очков и сделал 515 подборов. В 1992 году свитер с номером 23, под которым он выступал, был закреплён за ним и выведен из употребления, а в 1999 году он был включён в Спортивный Зал Славы Канзаса.

## Любительская карьера
Борн играл на позиции центрового и никогда не выступал на профессиональном уровне. В 1954 году, после окончания Канзасского университета, он выставил свою кандидатуру на драфт НБА, где был выбран в 3-м раунде под 22-м номером командой «Форт-Уэйн Пистонс», но решил не заключать соглашение ни с ней, ни с другими клубами Национальной баскетбольной ассоциации, а подписал контракт с клубом корпорации спецтехники Caterpillar Incorporated «Пеория Катерпилларс» из Любительского спортивного объединения (AAU), выступавшим в Национальной промышленной баскетбольной лиге (NIBL). Берт провёл в команде пять сезонов и за это время два раза включался во всеамериканскую сборную AAU (1957—1958). В 1956 году помог «Джейхокс» завербовать в свои ряды Уилта Чемберлена. После завершения баскетбольной карьеры Борн на протяжении 43-х лет работал в компании Caterpillar Incorporated, занимаясь тракторным бизнесом.

## Карьера в сборной
В 1954 году Борн в составе сборной США стал победителем чемпионата мира в Рио-де-Жанейро. В финальном матче звёзднополосатые со счётом 62—41 разгромили сборную Бразилии. На летних Олимпийских играх 1952 года в Хельсинки, где американцы стали чемпионами, в их составе было 7 игроков из «Джейхокс», Би Эйч Борн не вошёл в их число.

## Смерть
Би Эйч Борн умер в воскресенье, 3 февраля 2013 года, на 81-м году жизни в своём доме в Пеории (штат Иллинойс).